# Інтеркаляція (хімія)

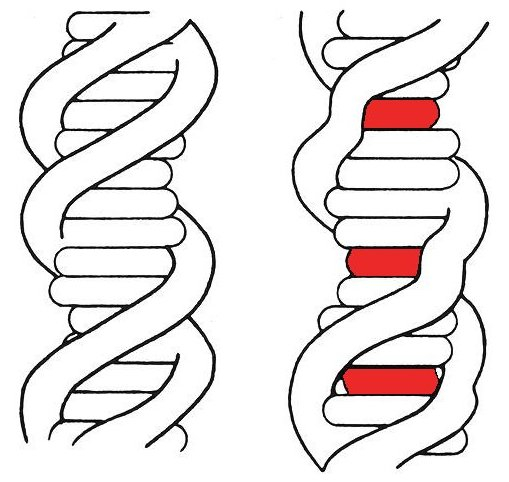
Інтеркаляція викликає структурні спотворення. Ліворуч: незмінна спіраль ДНК. Праворуч: спіраль ДНК, до якої інтеркальовані інші молекули в трьох місцях (позначені червоним).

Інтеркаляція в хімії — зворотна вставка молекули або групи в проміжку двома іншими молекулами або групами. Приклади включають інтеркалацію молекул в ДНК і графіт.
Реакція, звичайно оборотна, яка включає ввдення молекулярної частинки гостя в структуру господаря, без значних структурних модифікацій гостя. Більш вузьке значення терміна — введення гостя в двовимірну структуру господаря, однак тепер він також поширений на одно- та тривимірні структури господаря.
Серед кристалічних тіл особливо схильні інтеркалювати в себе інші речовини шаруваті кристали — кристали, в яких зв'язок між атомами в одній площині набагато сильніший, ніж зв'язок між атомами в сусідніх площинах. До таких кристалів належить, зокрема, графіт, в якому атоми карбонових площин зв'язані ковалентними зв'язками за рахунок sp2-гібридизації, а π-електрони різних площин притягуються тільки завдяки ван дер Ваальсовим силам.

## Використання
Інтеркаляція іонів літію в графіт використовується в літій-іонних батареях.